# Saandati Moussa
Saandati Moussa, née le 12 février 1974 à Mamoudzou (Mayotte), est une auteure-compositrice-interprète mahoraise.

## Biographie
Saandati Moussa est née à Mamoudzou de parents mahorais.
Elle a commencé à chanter à l’âge de 15 ans avec le déba. Elle avait intégré la formation Imania de Tsararano. En 1998 à Marseille, elle rejoignit le groupe Ramandzaka. Cette formation s'adonnait la musique mahoraise.
C’est à partir de là que Saandati commence à composer. En 2005, elle intègre l’association Racine de Tsararano. Elle en est depuis la présidente. En plus de l’objectif principal de cette formation composée essentiellement de jeunes, Saandati développe d’autres activités, comme la promotion des chants et danses traditionnels. Elle est l’auteure et compositrice de toutes les chansons de Racine. Elle collabore avec de nombreux artistes locaux : Jean-Raymond Cudza, Lima Wild, Zainouni, Zily...
Après la naissance de son premier enfant en 2001, Saandati repart en métropole, à Montpellier jusqu’à fin 2005, lorsqu'elle décide de rentrer s’installer définitivement dans sa région natale. 
En 2014, elle est élue « Meilleure artiste mahoraise » lors de la cérémonie des Voix de l'océan Indien à Saint-Denis. 

## Discographie
- 2011 : M'Trumama karémwa[2]

## Distinctions
| Année | Récompense             | Catégorie                   | Résultat |
| ----- | ---------------------- | --------------------------- | -------- |
| 2014  | Voix de l'océan Indien | Meilleure artiste mahoraise | Lauréate |